# Arslanbek Salimov
Arslanbek Salimov es un deportista polaco que compite en lucha grecorromana. Ganó una medalla de bronce en el Campeonato Europeo de Lucha de 2025, en la categoría de 67 kg.

## Palmarés internacional
| Campeonato Europeo | Campeonato Europeo      | Campeonato Europeo | Campeonato Europeo |
| Año                | Lugar                   | Medalla            | Categoría          |
| ------------------ | ----------------------- | ------------------ | ------------------ |
| 2025               | Bratislava (Eslovaquia) | Medalla de bronce  | 67 kg              |